# Jon Favreau
Jonathan Kolia Favreau, detto Jon (New York, 19 ottobre 1966), è un attore, regista, produttore cinematografico e sceneggiatore statunitense.
Come regista è noto per aver diretto diversi film di successo, tra cui il cult natalizio Elf - Un elfo di nome Buddy (2003), oltre a diverse produzioni per Walt Disney Pictures tra cui i primi due film di Iron Man del Marvel Cinematic Universe (Iron Man e Iron Man 2) e i remake live-action de Il libro della giungla (2016) e Il re leone (2019), è inoltre ideatore della serie televisiva dell'universo di Guerre Stellari The Mandalorian.

## Biografia
Nasce a Flushing, un quartiere del Queens (New York) da padre statunitense di origini franco-canadesi e italiane, Charles Favreau, e da madre statunitense di origini russe, Madeleine Favreau, morta di leucemia quando Jon aveva 13 anni. Ha studiato presso il Bronx High School of Science, e ha frequentato il Queens College dal 1984 al 1987. Partecipa ad alcune serie televisive come Friends, Chicago Hope e Seinfeld.

## Carriera
Nel 1993 è interprete e sceneggiatore di Swingers, al fianco dell'amico Vince Vaughn.
Nel 1998 recita nei film Cose molto cattive con Cameron Diaz ed è il medico Gus Partenza in Deep Impact, che riscuote grande successo. Nel 2000 prende parte a Le riserve, mentre nel 2001 esordisce alla regia dirigendo il film Made - Due imbroglioni a New York, di cui è anche sceneggiatore. Nel 2003, oltre a recitare nel film Daredevil ricoprendo il ruolo di Foggy Nelson, è regista del film natalizio Elf - Un elfo di nome Buddy, il cui protagonista è Will Ferrell. Nel 2004 recita nella commedia Tutto può succedere - Something's Gotta Give con Jack Nicholson e Diane Keaton, e nel 2006 torna alla regia con il film di fantascienza Zathura - Un'avventura spaziale.
Nel 2007 dirige la trasposizione cinematografica del fumetto Iron Man, con Robert Downey Jr. e Gwyneth Paltrow e nel 2010 ne dirige il sequel Iron Man 2, ai quali partecipa anche come attore nel ruolo di Happy Hogan, ruolo che riprende nel 2013 nel terzo film sul supereroe, che però non dirige. Sempre nel 2013 prende parte al film The Wolf of Wall Street in cui recita la parte dell'avvocato Manny Riskin. Torna dietro la macchina da presa nel 2011 per dirigere il fantawestern Cowboys & Aliens e nel 2014 per Chef - La ricetta perfetta, pellicola che ha anche scritto, prodotto e interpretato.
Nel 2016, Favreau firma la regia de Il libro della giungla, remake in live-action dell'omonimo Classico Disney del 1967. Nel cast in qualità di doppiatori sono presenti Bill Murray nel ruolo dell'orso Baloo, Ben Kingsley nel ruolo della pantera nera Bagheera, Scarlett Johansson come voce del pitone Kaa, Christopher Walken come voce dello scimmione Re Luigi e Idris Elba come voce della tigre Shere Kaan. Il film, costato 175 milioni di dollari, ne incassa 965 in tutto il mondo, ricevendo ottime critiche. Lo stesso anno la Disney conferma che girerà il sequel de Il libro della giungla e il remake in live-action de Il re leone. Nel 2017 torna a interpretare il ruolo di Happy Hogan in Spider-Man: Homecoming, ruolo che ha ripreso nei film Avengers: Endgame (2019), Spider-Man: Far from Home (2019), Spider-Man: No Way Home (2021) e Deadpool & Wolverine (2024).

## Vita privata
Favreau è sposato con Joya Tillem dal 4 novembre 2000. La coppia ha un figlio, Max, e due figlie.

## Filmografia

### Attore

#### Cinema
- Guai in famiglia (Folks!), regia di Ted Kotcheff (1992)
- Hoffa - Santo o mafioso? (Hoffa), regia di Danny DeVito (1992)
- Rudy - Il successo di un sogno (Rudy), regia di David Anspaugh (1993)
- Mrs. Parker e il circolo vizioso (Mrs. Parker and the Vicious Circle), regia di Alan Rudolph (1994)
- Ciao Julia, sono Kevin (Speechless), regia di Ron Underwood (1994) – non accreditato
- Batman Forever, regia di Joel Schumacher (1995)
- Swingers, regia di Doug Liman (1996)
- Cose molto cattive (Very Bad Things), regia di Peter Berg (1998)
- Deep Impact, regia di Mimi Leder (1998)
- Le riserve (The Replacements), regia di Howard Deutch (2000)
- Love & Sex, regia di Valerie Breiman (2000)
- Made - Due imbroglioni a New York (Made), regia di Jon Favreau (2001)
- Big Empty - Tradimento fatale, regia di Steve Anderson (2003)
- Elf - Un elfo di nome Buddy, regia di Jon Favreau (2003)
- Daredevil, regia di Mark Steven Johnson (2003)
- Tutto può succedere - Something's Gotta Give (Something's Gotta Give), regia di Nancy Meyers (2004)
- Wimbledon, regia di Richard Loncraine (2004)
- Ti odio, ti lascio, ti... (The Break-Up), regia di Peyton Reed (2006)
- Iron Man, regia di Jon Favreau (2008)
- Tutti insieme inevitabilmente (Four Christmases), regia di Seth Gordon (2008)
- I Love You, Man, regia di John Hamburg (2009)
- L'isola delle coppie (Couples Retreat), regia di Peter Billingsley (2009)
- Iron Man 2, regia di Jon Favreau (2010)
- John Carter, regia di Andrew Stanton (2012)
- Una famiglia all'improvviso (People Like Us), regia di Alex Kurtzman (2012)
- Io sono tu (Identity Thief), regia di Seth Gordon (2013)
- Iron Man 3, regia di Shane Black (2013)
- The Wolf of Wall Street, regia di Martin Scorsese (2013)
- Chef - La ricetta perfetta (Chef), regia di Jon Favreau (2014)
- Tempo limite (Term Life), regia di Peter Billingsley (2016)
- Spider-Man: Homecoming, regia di Jon Watts (2017)
- Avengers: Endgame, regia di Anthony e Joe Russo (2019)
- Spider-Man: Far from Home, regia di Jon Watts (2019)
- Spider-Man: No Way Home, regia di Jon Watts (2021)
- Deadpool & Wolverine, regia di Shawn Levy (2024)

#### Televisione
- Seinfeld – serie TV, episodio 5x20 (1994)
- Chicago Hope – serie TV, 2 episodi (1994)
- Friends – serie TV, 6 episodi (1997)
- Rocky Marciano – film TV, regia di Charles Winkler (1999)
- I Soprano (The Sopranos) – serie TV, episodio 2X7 (2000)
- Detective Monk (Monk) – serie TV, episodio 4x15 (2006)
- My Name Is Earl – serie TV, 1 episodio (2006)
- CSI - Scena del crimine (CSI: Crime Scene Investigation) – serie TV, episodio 9x08 (2008)
- Entourage – serie TV, 1 episodio (2015)

### Regista

#### Cinema
- Made - Due imbroglioni a New York (Made) (2001)
- Elf - Un elfo di nome Buddy (Elf) (2003)
- Zathura - Un'avventura spaziale (Zathura) (2005)
- Iron Man (2008)
- Iron Man 2 (2010)
- Cowboys & Aliens (2011)
- Chef - La ricetta perfetta (Chef) (2014)
- Il libro della giungla (The Jungle Book) (2016)
- Il re leone (The Lion King) (2019)
- The Mandalorian and Grogu (2026)

#### Televisione
- Undeclared – serie TV, episodio 1x16 (2002)
- In Case of Emergency - Amici per la pelle – serie TV, episodio pilota (2007)
- Revolution – serie TV, episodio pilota (2012)
- The Office – serie TV, episodio 9x16 (2013)
- About a Boy – serie TV, episodio pilota (2014)
- The Orville – serie TV, episodio pilota (2017)
- Young Sheldon – serie TV, episodio pilota (2017)
- The Mandalorian – serie TV, episodio 2x01 (2020)

### Sceneggiatore

#### Cinema
- Swingers, regia di Doug Liman (1996)
- Made - Due imbroglioni a New York (Made), regia di Jon Favreau (2001)
- Soldifacili.com (The First $20 Million Is Always the Hardest), regia di Mick Jackson (2002)
- L'isola delle coppie (Couples Retreat), regia di Peter Billingsley (2009)
- Chef - La ricetta perfetta (Chef), regia di Jon Favreau (2014)

#### Televisione
- The Mandalorian – serie TV (2019)
- The Book of Boba Fett – miniserie TV (2022)

### Produttore

#### Cinema
- Swingers, regia di Doug Liman (1996)
- Made - Due imbroglioni a New York (Made), regia di Jon Favreau (2001)
- Big Empty - Tradimento fatale (The Big Empty), regia di Steve Anderson (2003)
- Hooligans, regia di Lexi Alexander (2005)
- Iron Man, regia di Jon Favreau (2008)
- Iron Man 2, regia di Jon Favreau (2010)
- Cowboys & Aliens, regia di Jon Favreau (2011)
- The Avengers, regia di Joss Whedon (2012)
- Iron Man 3, regia di Shane Black (2013)
- Chef - La ricetta perfetta (Chef), regia di Jon Favreau (2014)
- Avengers: Age of Ultron, regia di Joss Whedon (2015)
- Il libro della giungla (The Jungle Book), regia di Jon Favreau (2016)
- Avengers: Infinity War, regia di Anthony e Joe Russo (2018)
- Avengers: Endgame, regia di Anthony e Joe Russo (2019)
- Il re leone (The Lion King), regia di Jon Favreau (2019)

#### Televisione
- Revolution – serie TV (2012) – produttore esecutivo
- The Shannara Chronicles – serie TV (2016) – produttore esecutivo
- The Orville – serie TV (2017) – produttore esecutivo
- The Mandalorian – serie TV (2019) – produttore esecutivo
- The Book of Boba Fett – miniserie TV (2021-2022) - produttore esecutivo
- Il pianeta preistorico (Prehistoric Planet) – documentario (2022-2023) - produttore esecutivo
- Ahsoka – serie TV (2023)
- Star Wars: Skeleton Crew – serie TV (2024)

### Doppiatore
- Buzz Lightyear da Comando Stellare – serie TV, 5 episodi (2000)
- I Griffin (Family Guy) – serie TV, 1 episodio (2002)
- I Rugrats – serie TV, 1 episodio (2002)
- The King of Queens – serie TV, 1 episodio (2004)
- Boog & Elliot - A caccia di amici (Open Season), regia di Roger Allers e Jill Culton (2006)
- Robot Chicken – serie TV, 1 episodio (2009)
- G-Force - Superspie in missione (G-Force), regia di Hoyt Yeatman (2009)
- Il signore dello zoo (Zookeeper), regia di Frank Coraci (2011)
- Star Wars: The Clone Wars – serie TV, 6 episodi (2010-2012)
- Il libro della giungla (The Jungle Book), regia di Jon Favreau (2016)
- Solo: A Star Wars Story, regia di Ron Howard (2018)
- What If...? – serie TV (2021)

## Doppiatori italiani
Nelle versioni in italiano delle opere in cui ha recitato, Jon Favreau è stato doppiato da:
- Enrico Chirico in Iron Man, Iron Man 2, Iron Man 3, Entourage, Spider-Man: Homecoming, Avengers: Endgame, Spider-Man: Far from Home, Spider-Man: No Way Home, Deadpool & Wolverine
- Simone Mori in Cose molto cattive, Elf - Un elfo di nome Buddy, Tutti insieme inevitabilmente, L'isola delle coppie, The Chef Show
- Franco Mannella in Tutto può succedere - Something's Gotta Give, Wimbledon
- Paolo Marchese in Io sono tu, The Wolf of Wall Street
- Roberto Stocchi in Made - Due imbroglioni a New York, My Name is Earl
- Giorgio Lopez in Seinfeld
- Roberto Gammino in Friends
- Riccardo Niseem Onorato in Swingers
- Roberto Chevalier in Deep Impact
- Gaetano Varcasia ne I Soprano
- Massimo Corvo in Le riserve
- Alessandro Ballico in Detective Monk
- Claudio Beccari in Big Empty - Tradimento fatale
- Roberto Draghetti in Daredevil
- Antonio Palumbo in Ti odio, ti lascio, ti...
- Gianluca Tusco in I Love You, Man
- Roberto Certomà in Una famiglia all'improvviso
- Massimo Rossi in Chef - La ricetta perfetta
- Emilio Mauro Barchiesi in Entourage

Da doppiatore è sostituito da:
- Roberto Stocchi in Boog & Elliott a caccia di amici, Il libro della giungla
- Oreste Baldini in G-Force - Superspie in missione, Solo: A Star Wars Story
- Roberto Fidecaro in The Mandalorian, The Book of Boba Fett
- Sergio Lucchetti in Star Wars: The Clone Wars
- Mario Bombardieri in Star Wars: The Clone Wars (ep. 2x13)
- Nanni Baldini ne Il signore dello zoo
- Enrico Chirico in What If...?